# 周仁杰
周仁杰（1912年5月17日—2001年1月22日），原名周球保。中国人民解放军中将。1955年获一级八一勋章、二级独立自由勋章、一级解放勋章，1988年获一级红星功勋荣誉章。
毕业于海军军事学院。出身中国工农红军第六军团。1955年，授中国人民解放军中将军衔。1968年，接替吴瑞林，担任南海舰队司令员，1970年，由张元培接任。1970～1977年和1980～1982年任人民解放军海军副司令员（享受大军区正职待遇）。

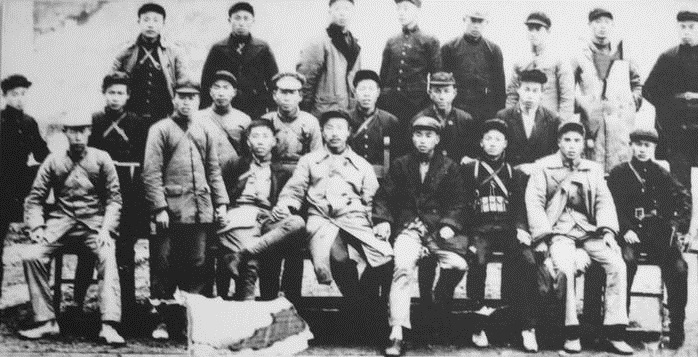
1935年11月29日，中国工农红军第六军团的幹部在長征至湖南新化合影。前排左起：周仁杰（紅十六師師長）、李銓（军团政治部宣传部部长）、王震（军团政委）、夏曦（军团政治部主任）、萧克（軍團長）。